# 樺皮写本

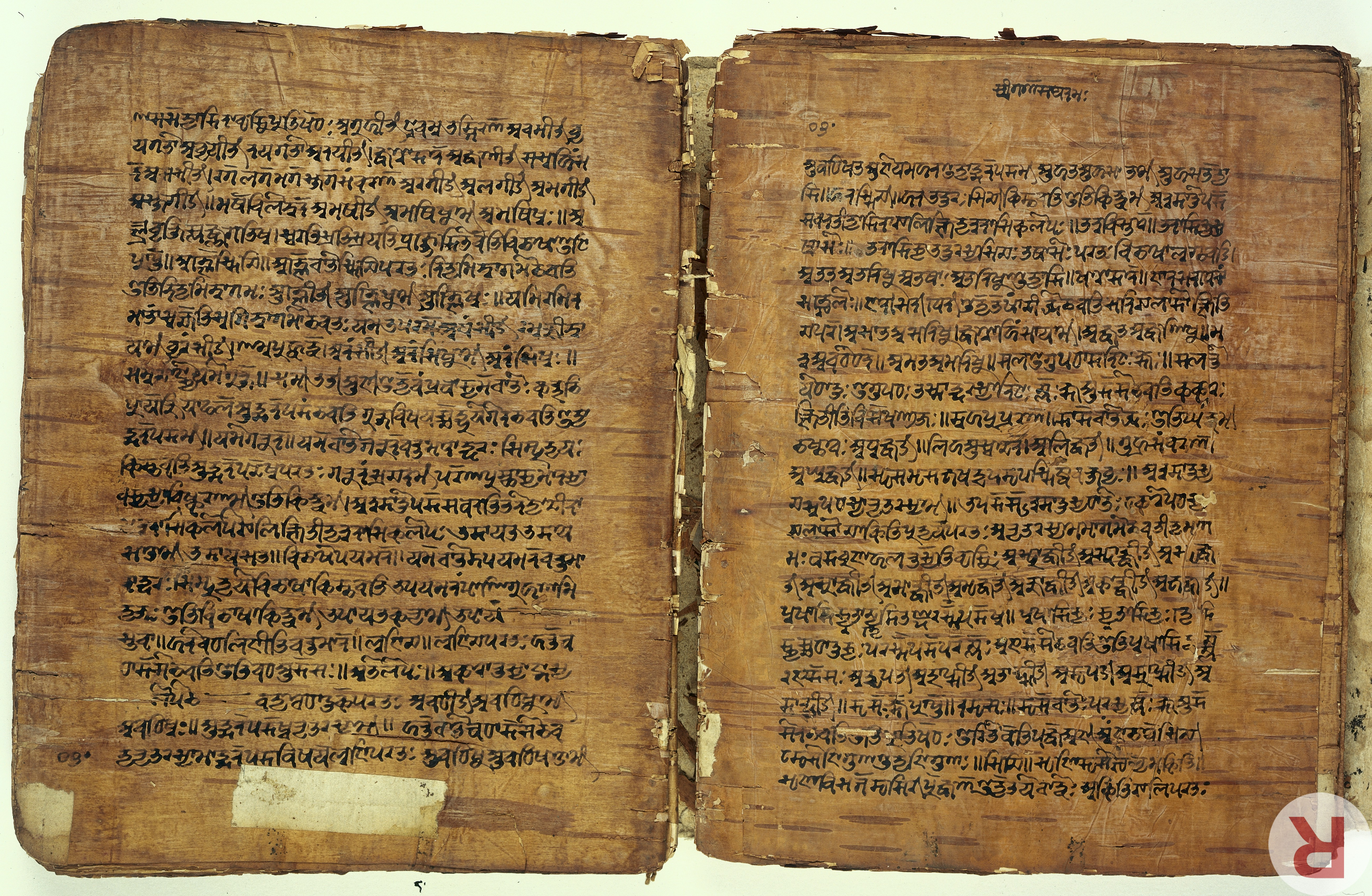
樺皮に書かれたパーニニの文法書

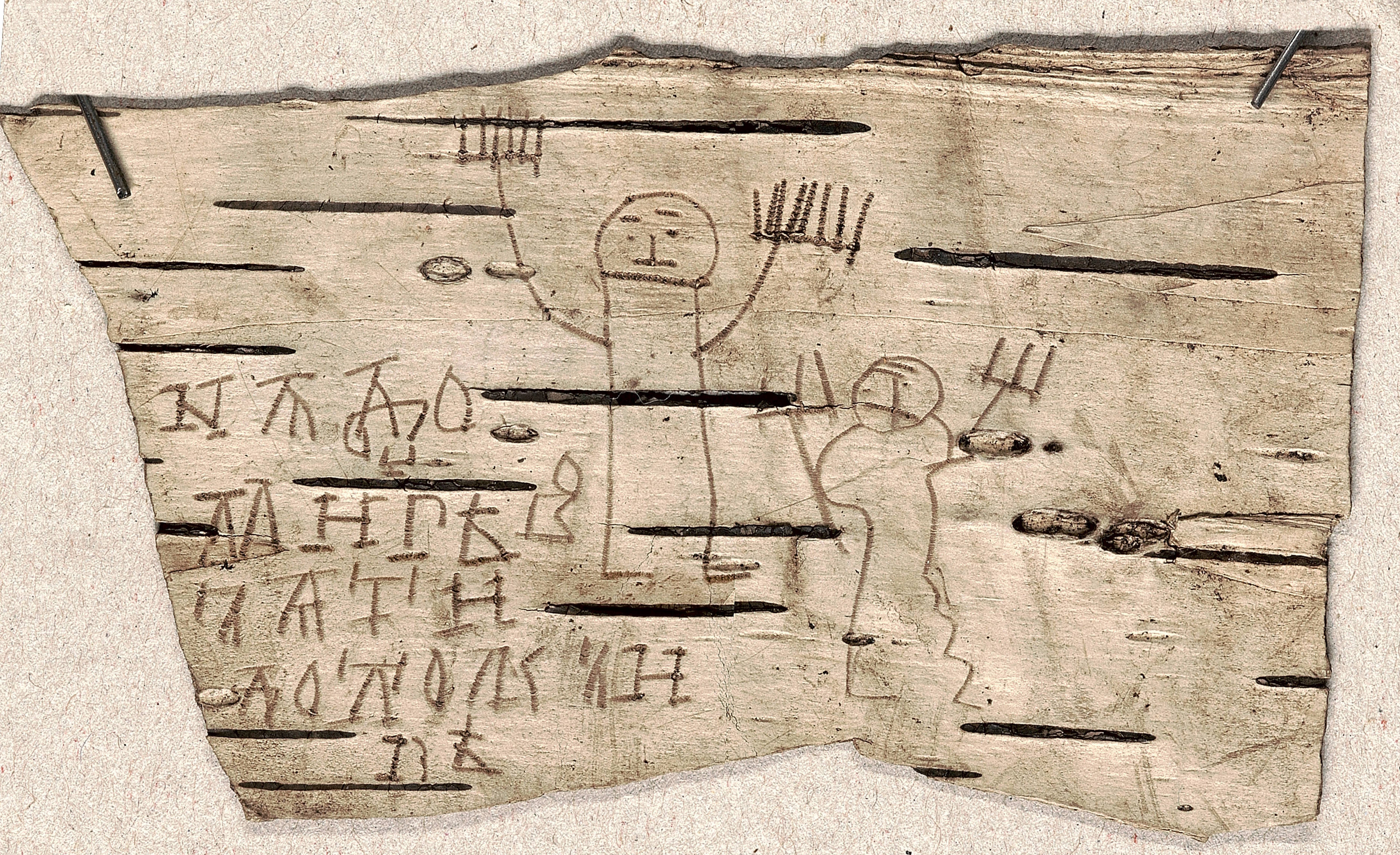
ノヴゴロドの少年オンフィームが残した樺皮文書（13世紀）

樺皮写本（かばかわしゃほん、英語: Birch bark manuscript）または白樺文書（しらかわもんじょ、しらかわぶんしょ、ロシア語: Берестяные грамоты）は、白樺などの樺皮の内層の部分に書かれた文書であり、紙の大量生産が出現する前は筆記に一般的に使用されていた。白樺などの樹皮が筆記用具として使用されたという証拠は、何世紀にもわたってさまざまな文化に遡る。
このような最古の写本は、西暦約1世紀、現在のアフガニスタンで発行された多数のガンダーラ語仏教写本である。これらには、法句経（ダンマパダ）、犀経、アヴァダーナ、阿毘達磨（アビダルマ）の経典を含む仏陀の説話など、重要な仏教経典の既知の最古のものが含まれている。
ブラーフミー文字で書かれたサンスクリット語の樺皮写本は、西暦最初の数世紀のものと推定されている。カーリダーサ（西暦4世紀頃）、スシュルタ（西暦3世紀頃）、ヴァラーハミヒラ（西暦6世紀）などの初期のサンスクリット語作家数人は、写本に樺皮を使用したことについて言及している。ヒマラヤ樺（Betula utilis）の樹皮は、インドとネパールで今でも神聖なマントラを書くために使用されている。
ロシアのヴェリーキー・ノヴゴロドで発見された文書が、およそ西暦9世紀から15世紀のものと推定され、最近特に注目されている。これらの文書のほとんどは、少年オンフィームを含むさまざまな人々が古ノヴゴロド方言で書いた手紙である。
また、アイルランド語の固有の文字体系であるオガム文字は、「木のアルファベット」とも呼ばれ、伝統的に神オグマに由来すると考えられており、オグマ神はルーに警告するために樺の木に禁止令を書いた。 この禁止令の本文は、『バリーモートの書』（Book of Ballymote）に記載されている。オガムの最初の文字はベイト（beith）で、それは「白樺」を意味する。
20世紀になっても、ソビエト連邦のスターリン主義政権の弾圧下、シベリアの強制収容所に収容された人々は、紙が入手できなかったので、故郷の愛する人たちへ手紙を書くために樺皮を使った例がある。ソ連により収容となったラトビア人の手紙は、ユネスコの「世界の記憶」遺産として登録されている。日本でもシベリア抑留中に瀬野修が『白樺日誌』として和歌集を書いており、世界の記憶に登録されている。

## 参照項目
- 貝葉
- ガンダーラ語仏教写本
- 古東スラヴ語
- オンフィーム
- バクシャーリー写本